# Artère pudendale interne
Pour les articles homonymes, voir artère pudendale.
L'artère pudendale interne (ou artère honteuse interne ou artère périnéale de Farabeuf ou artère pudendale commune) est une artère systémique paire de l'abdomen située dans la cavité pelvienne. Elle vascularise le périnée, les organes génitaux externes, le rectum et la vessie. Elle fournit également 'afflux de sang nécessaire à l'érection.

## Origine
L'artère pudendale interne est une branche du tronc antérieur de l'artère iliaque interne.

## Trajet
L'artère pudendale interne descend dans le pelvis devant le plexus sacral puis en dehors du nerf pudendal. Elle quitte le pelvis par la grande incisure ischiatique en passant par le foramen infrapiriformis accompagnée médialement par le nerf pudendal et les vaisseaux glutéaux inférieurs et latéralement par les nerfs sciatique, glutéal inférieur et du muscle obturateur interne.
Elle contourne alors l'épine ischiatique sur sa face glutéale et pénètre dans la fosse ischio-rectale. Elle se poursuit sur la paroi latérale de cette fosse, puis suit la branche ischio-pubienne jusqu'au bord inférieur de la symphyse pubienne en regard du ligament transverse du périnée. 
A ce niveau elle devient l'artère dorsale du pénis chez l'homme et l'artère dorsale du clitoris chez la femme. 

## Collatérales
L'artère pudendale interne donne les collatérales suivantes :
| Chez les femmes et chez les hommes | Chez les femmes              | Chez les hommes          | Zone vascularisée                                                     |
| Artère rectale inférieure          |                              |                          | canal anal et rectum                                                  |
| Artère périnéale                   |                              |                          | muscle transverse superficiel du périnée et organes génitaux externes |
| Artère urétrale                    |                              |                          | urètre distal                                                         |
|                                    | Artère du bulbe du vestibule | Artère du bulbe du pénis | bulbe du vestibule ou du pénis                                        |
|                                    | Artère dorsale du clitoris   | Artère dorsale du pénis  | clitoris ou pénis                                                     |
|                                    | Artère profonde du clitoris  | Artère profonde du pénis | corps caverneux du clitoris ou du pénis                               |